# حیدر عبادی
حیدر جواد کاظم العبادی (عربی: حيدر جواد كاظم العبادي؛ زادهٔ ۲۵ آوریل ۱۹۵۲ در بغداد) یک سیاست‌مدار شیعه عراقی است که از سپتامبر ۲۰۱۴ تا اکتبر ۲۰۱۸، نخست‌وزیر عراق بود. سخنگوی حزب دعوت اسلامی و نخست وزیر سابق عراق بود. وی پیش از این از سال ۲۰۰۳ تا ۲۰۰۴، وزیر ارتباطات در اولین دولت پس از سرنگونی صدام حسین بود.
پس از سقوط حکومت بعث در سال ۲۰۰۳، العبادی به عنوان وزیر ارتباطات انتخاب شد. در سال ۲۰۰۵ به سمت مشاور نخست‌وزیری رسید. او در دوره اول پارلمان عراق، ریاست کمیسیون اقتصاد و سرمایه‌گذاری مجلس را بر عهده گرفت.
وی دانش‌آموخته کارشناسی مهندسی برق از دانشگاه بغداد در سال ۱۹۷۵ و کارشناسی ارشد و دکترای مهندسی الکترونیک و برق از دانشگاه منچستر انگلیس در سال ۱۹۸۰ است. او همچنین در دانشگاه برونل انگلیس به تدریس علوم قرآنی مشغول بوده‌است.

## خانواده
پدر حیدر، جواد العبادی نام داشت که از پزشکان معروف و مدیر بیمارستان بیماری‌های روانی الجمله در بغداد و نیز بازرس کل وزارت بهداشت عراق بود که در سال ۱۹۷۹ همراه ۴۱ پزشک دیگر به علت مخالفت با رژیم بعث عراق مجبور به بازنشستگی شد و به لندن مهاجرت کرد و در همان‌جا درگذشت. پس از مرگ جواد العبادی، دولت عراق، اجازه دفن پیکر وی در خاک کشورش را نداد و وی در انگلستان به خاک سپرده شد.
در سال ۱۹۸۱ حکومت صدام، یکی از برادران وی را دستگیر کرد که ۱۰ سال در زندان بود، همچنین در سال ۱۹۸۲، دو تن از برادران دیگر وی را به جرم عضویت در حزب الدعوة الاسلامیة اعدام کرد.

## فعالیت‌های سیاسی
حیدر العبادی در سال ۱۹۸۰ مسئول دفتر حزب الدعوة الاسلامیه در خاورمیانه و در بیروت بود، پس از آن، سخنگوی حزب الدعوة الاسلامیة در انگلیس شد.